# La Forêt pétrifiée
Pour plus de détails, voir Fiche technique et Distribution.
La Forêt pétrifiée (The Petrified Forest) est un film américain réalisé par Archie Mayo, sorti en 1936.

## Synopsis
Dans la région désertique du Parc national de Petrified Forest, l'écrivain-voyageur Alan Squier fait une halte pour se restaurer dans la petite station multiservices tenue par trois générations de Maple, dont la jeune et jolie Gabrielle, qui rêve de partir en France rejoindre sa mère à Bourges pour étudier l'art. Celle-ci lui lit son poème préféré de François Villon, lui montre ses dessins. L'affinité se crée entre les deux âmes cherchant à fuir. Car l'écrivain est sans œuvres et erre sans le sou. Le soupirant du coin interrompt leurs adieux qui seront bientôt rendus provisoires par l'irruption d'un gangster sans foi ni loi.

## Fiche technique
- Titre original : The Petrified Forest
- Réalisation : Archie Mayo
- Scénario : Charles Kenyon et Delmer Daves d'après une pièce de Robert E. Sherwood
- Photographie : Sol Polito
- Montage : Owen Marks
- Musique : Bernhard Kaun
- Producteur : Hal B. Wallis
- Société de production : Warner Bros. Pictures
- Costumes : Orry-Kelly
- Format : Noir et blanc - Mono - 35 mm
- Durée : 83 minutes

## Distribution
- Leslie Howard : Alan Squier
- Bette Davis : Gabrielle Maple
- Humphrey Bogart : Duke Mantee
- Genevieve Tobin : Mme Chisholm
- Dick Foran : Boze Hertzlinger
- Joseph Sawyer : Jackie Cooper
- Porter Hall : Jason Maple
- Charley Grapewin : Gram Maple
- Paul Harvey : Mr. Chisholm
- Gus Leonard : Jim, le postier
- Adrian Morris : Ruby
- Arthur Aylesworth : le commandant des "Black Horse troopers"
- George Guhl : un cavalier des "Black Horse troopers"

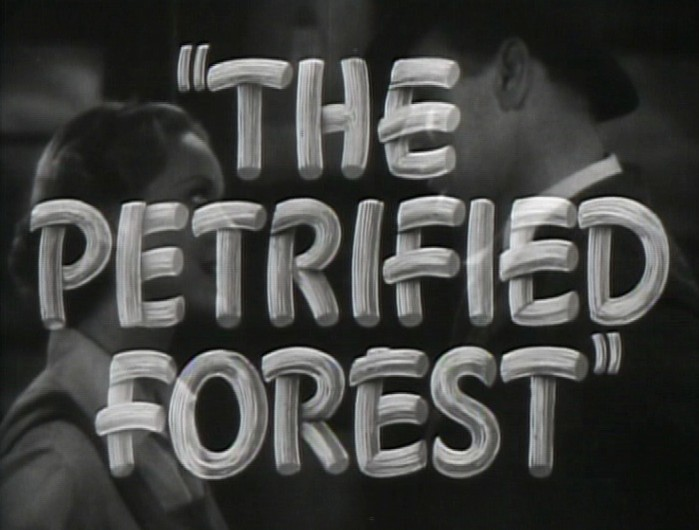
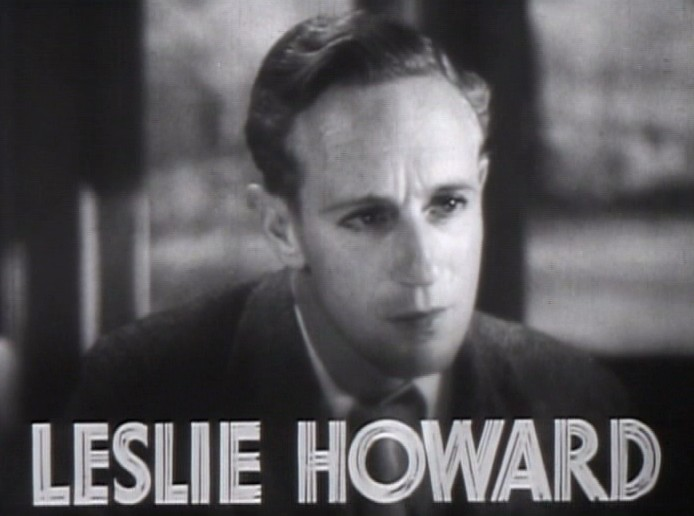
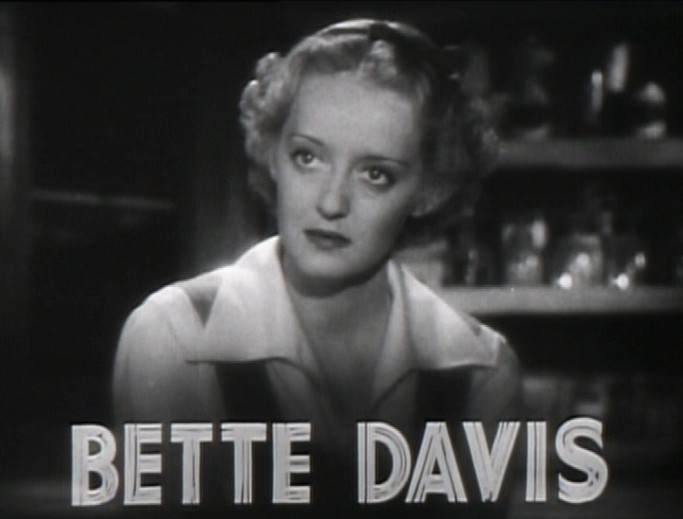
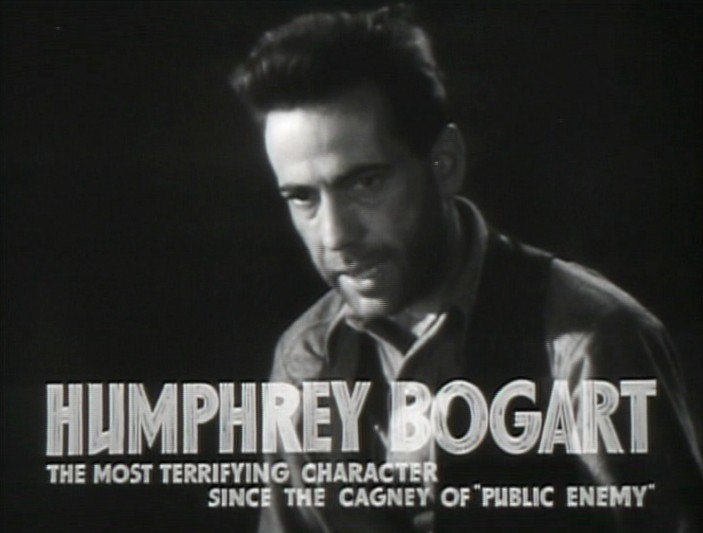
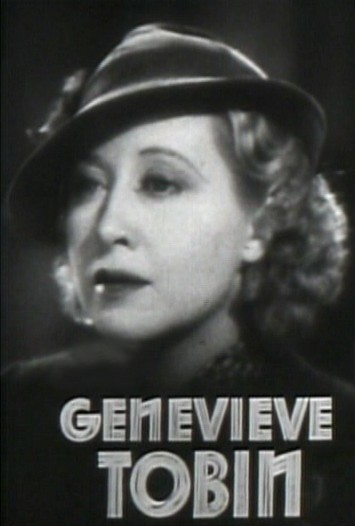
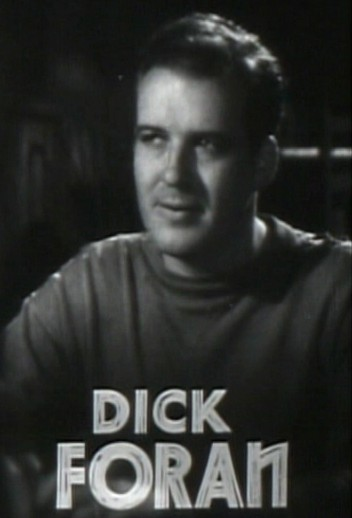

- Eddy Acuff

## Commentaires
Le rôle du tueur Duke Mantee était initialement prévu pour la star Edward G. Robinson, mais Leslie Howard imposa Humphrey Bogart. L'acteur, connu pour ses seconds rôles insignifiants à l'époque, obtient enfin un rôle important. Il donne au spectateur une performance profonde, inquiétante et trouble, l’intérêt de l'intrigue résidant dans l'empathie improbable envers le truand Mantee. 
La Forêt pétrifiée était l'un des films préférés de Bogart parmi sa filmographie.

## Adaptation radiophonique et télévisuelle

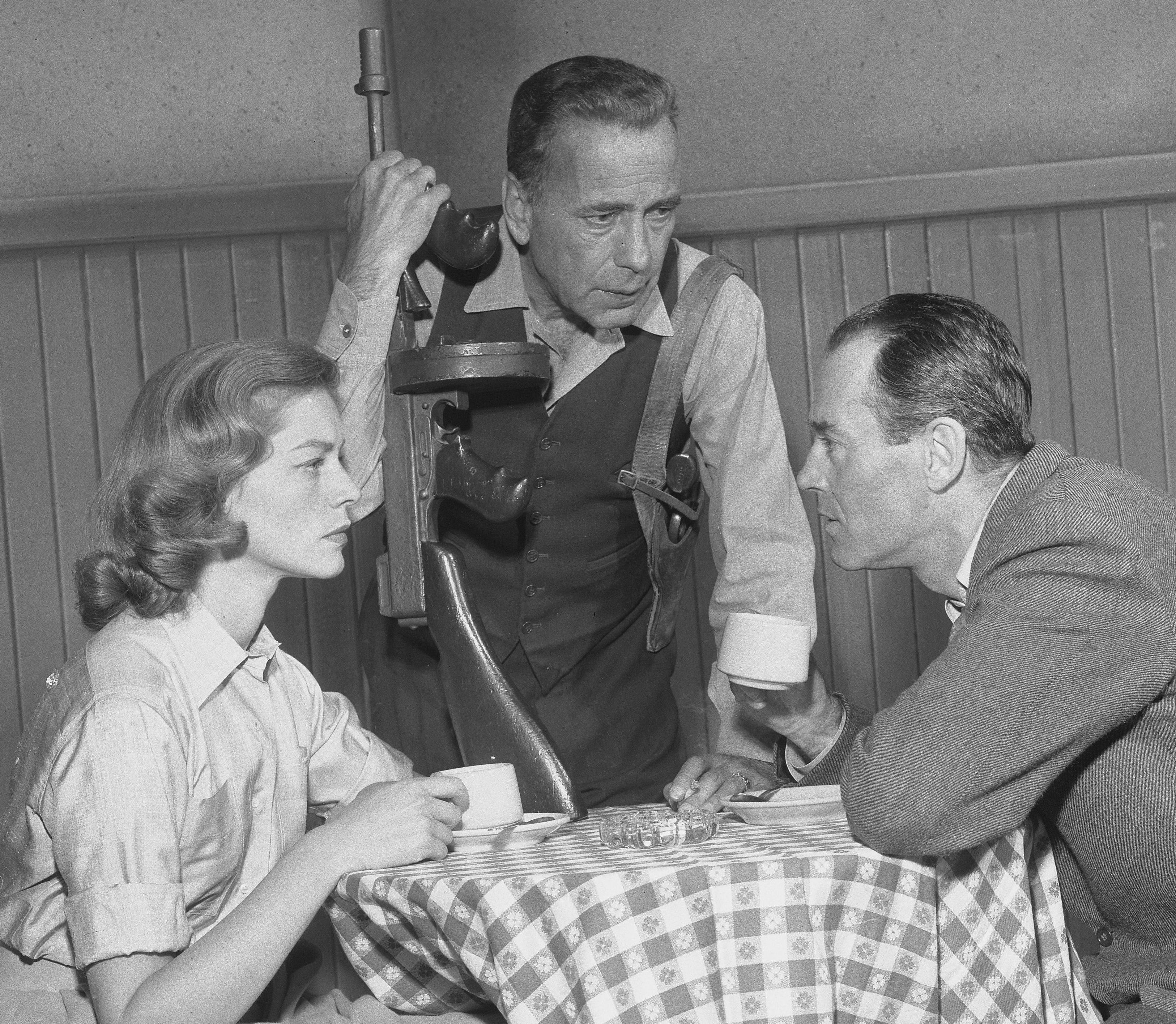
Lauren Bacall, Humphrey Bogart et Henry Fonda dans la version télévisée de La Forêt pétrifiée, 1955.

## Autour du film
- Au début du film, Gabrielle (jouée par Bette Davis) lit un recueil de poèmes de François Villon.